# 日本乾溜工業
日本乾溜工業株式会社（にっぽんかんりゅうこうぎょう 英: NIPPON KANRYU INDUSTRY CO.,LTD.）は福岡県福岡市東区に本社を置く企業である。福岡証券取引所単独上場銘柄のひとつである（証券コードは1771）。

## 概要
ガードレールや道路標識、タイヤ、生活用品の原材料や製品を取り扱う。1939年（昭和14年）に設立。1959年（昭和34年）に自動車のタイヤに使われる不溶性硫黄を日本で初めて開発し、2015年時点で国内シェアの25％を担う。また、タイヤ素材に関連して道路関係の事業に着手し、さらには道路上の法面工事にも着手するようになった。

## 沿革
- 1939年7月、「日本乾溜工業株式会社」を大阪府大阪市港区に設立、福岡県八幡市（現・北九州市八幡西区）に黒崎工場を開設し、電極用ピッチコークスの製造、販売を始める。
- 1953年 - 9月、鋳物砂添加剤の製造・販売開始。
- 1960年 - 5月、不溶性硫黄の製造・販売開始。
- 1963年 - 日本道路公団の別府阿蘇有料道路（通称やまなみハイウェイ）で初めて路面標示工事を施工し、交通安全施設工事の施工開始。
- 1966年11月、本社を大阪市から黒崎工場内に移転。
- 1967年12月、本社を新築、北九州市八幡西区築地町13番5号に移転。
- 1969年7月、標識の製造を行う、日本標識工業株式会社を設立。
- 1993年4月、日本標識工業株式会社を吸収合併。標識製造部門に位置づける。
- 1996年4月26日、福岡証券取引所に株式上場。
- 2007年1月、本社を福岡県福岡市東区に移転。
- 2019年4月、大邦興産を買収[5]。

## 拠点

### 工場
- 黒崎工場（福岡県北九州市）

### 支店・営業所
- 支店 - 福岡市、北九州市、久留米市、佐賀市、長崎市、熊本市、鹿児島市、宮崎市、大分市、木更津市
- 営業所 - 飯塚市、唐津市、佐世保市、諫早市、八代市、天草市、鹿屋市、薩摩川内市、延岡市、都城市、中津市